# 訃報 2012年
訃報 2012年（ふほう 2012ねん）は、2012年（平成24年）中に物故した人物をまとめたものである。詳細は月別訃報記事を参照のこと。

## 月別の訃報記事一覧
- 訃報 2012年1月
- 訃報 2012年2月
- 訃報 2012年3月
- 訃報 2012年4月
- 訃報 2012年5月
- 訃報 2012年6月
- 訃報 2012年7月
- 訃報 2012年8月
- 訃報 2012年9月
- 訃報 2012年10月
- 訃報 2012年11月
- 訃報 2012年12月

## 関連書籍
- 『現代物故者事典(2012 - 2014)』日外アソシエーツ、2015年3月20日。ISBN 978-4-8169-2527-6。